# Palythoa gregorii
Palythoa gregorii is een Zoanthideasoort uit de familie van de Sphenopidae. De wetenschappelijke naam van de soort is voor het eerst geldig gepubliceerd in 1896 door Haddon & Duerden.